# 통근

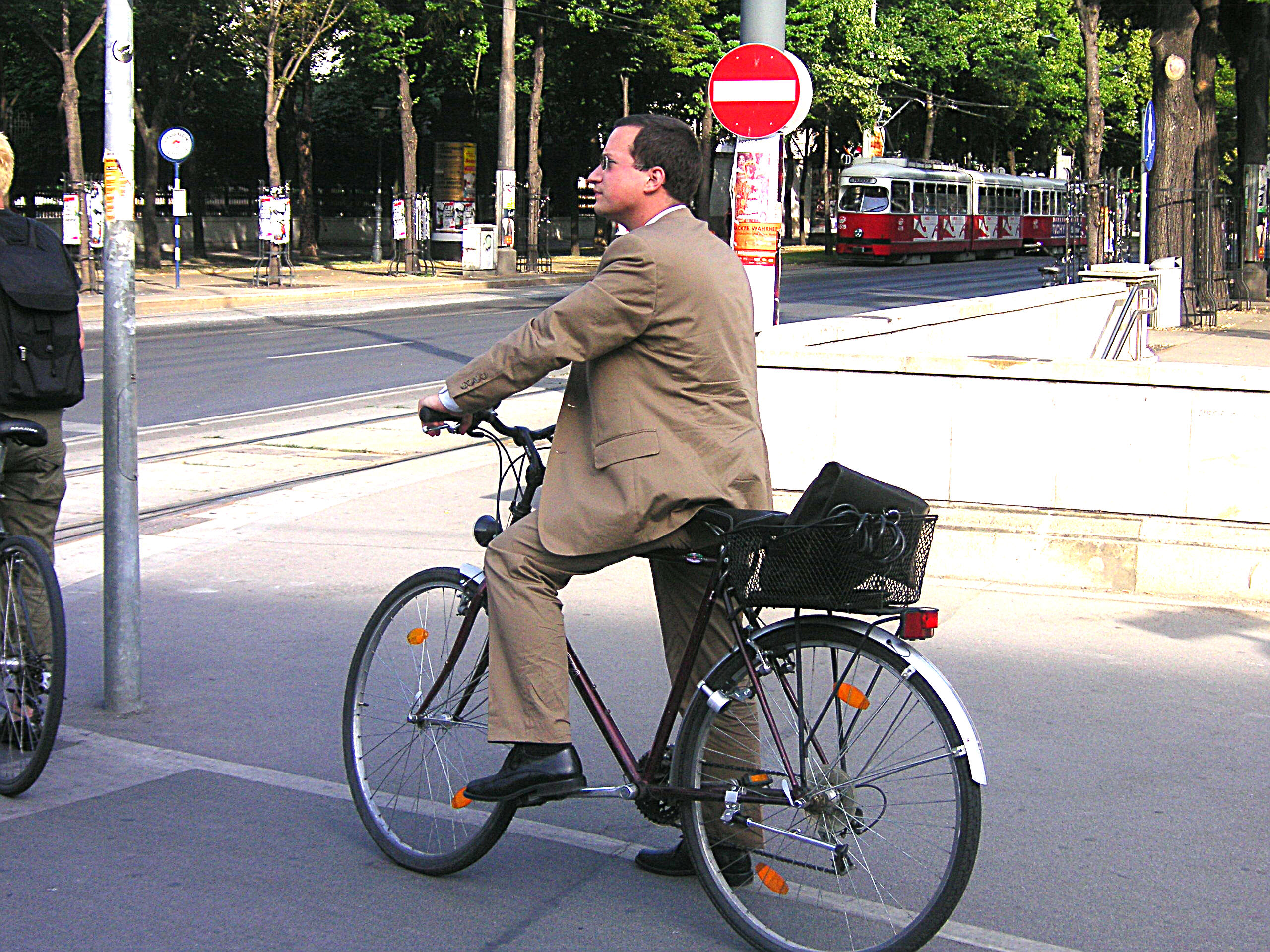
자전거로 통근하는 사람

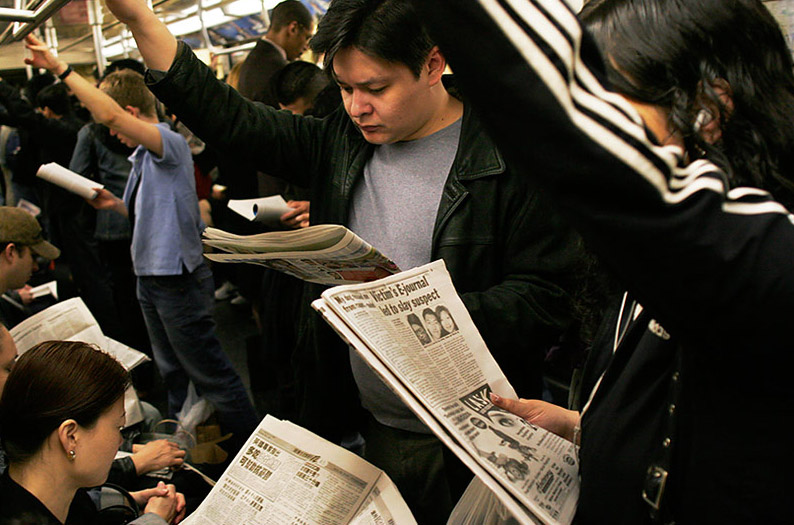
뉴욕 지하철로 통근하는 사람들

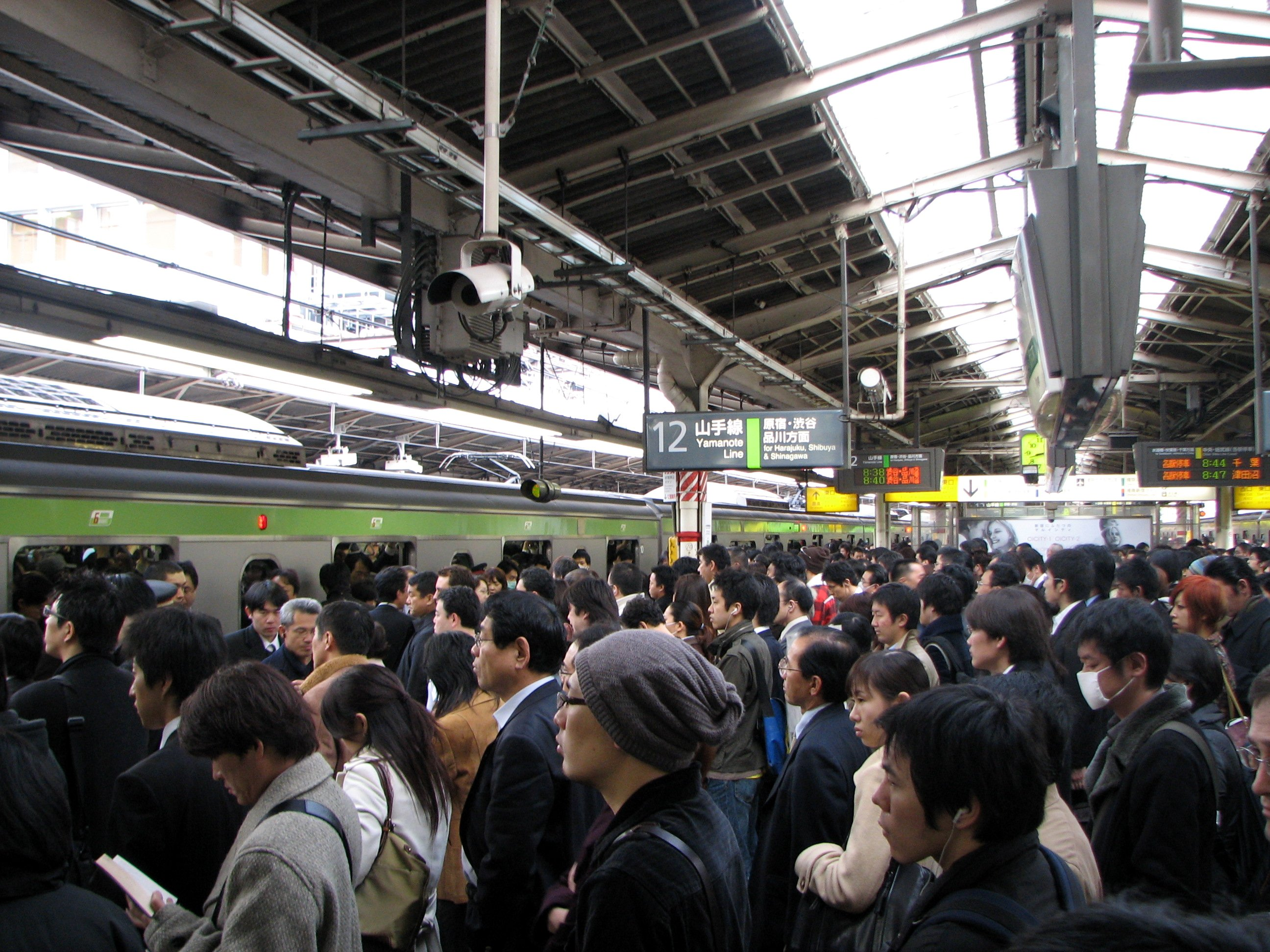
신주쿠 지하철로 통근하는 사람들

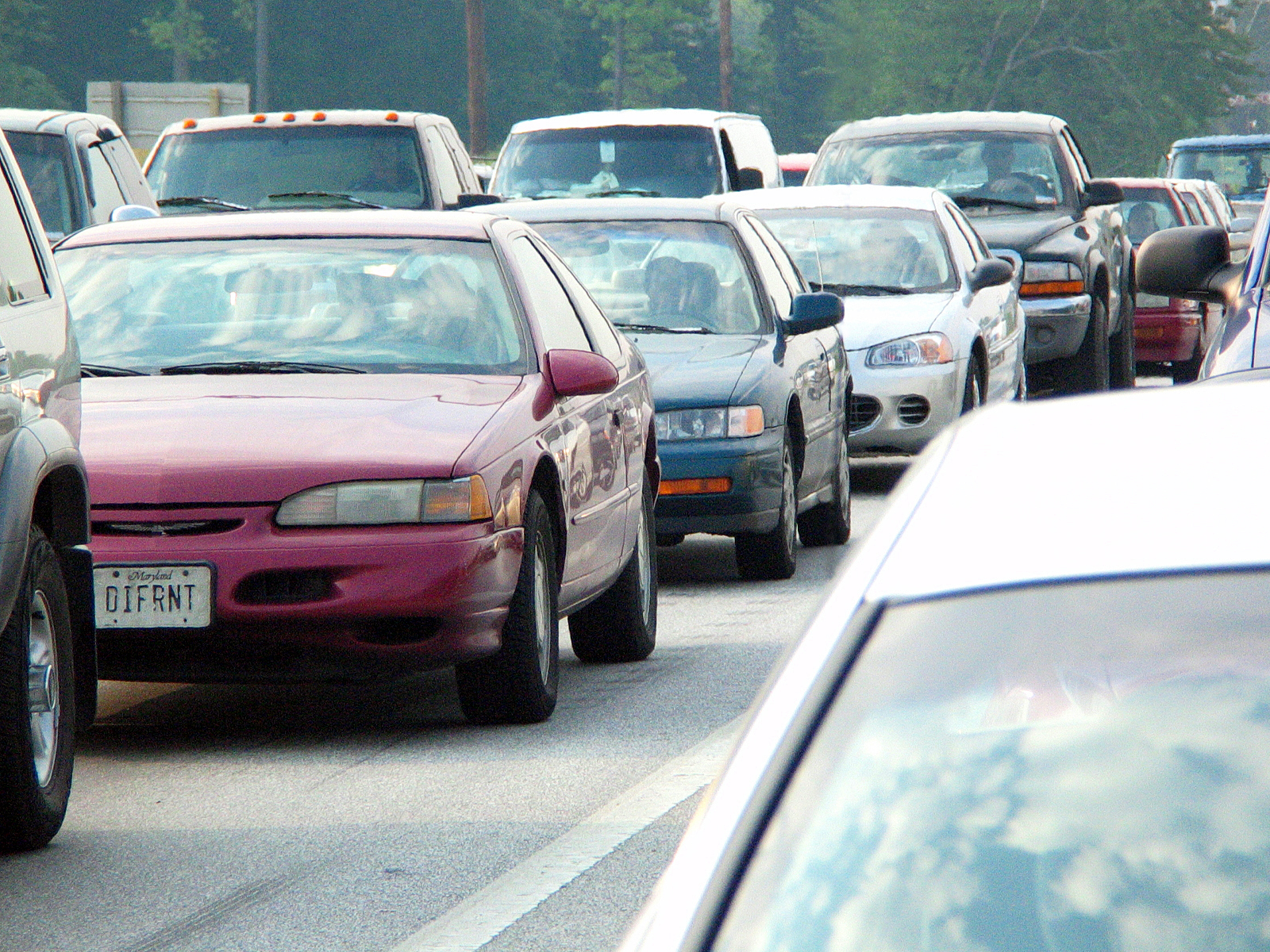
자동차로 통근하는 사람들

통근(通勤)은 거주지와 직장을 정기적으로 오가는 것을 말한다.
과거에는 많은 노동자가 근로지에서 얼마 안 되는 곳에서 살았으나 20세기부터는 도심의 지가가 상승하고 도시간 도로, 광역 철도와 같은 교통망이 발달하면서 점차 교외로 주거지가 이동하여 통근하기 위해 자동차, 버스, 지하철, 택시, 자전거를 이용해 거주지에서 먼 거리를 이동한다.
통근은 현대 생활에 큰 영향을 끼쳤다. 이전에 있었던 도시 규모의 확장은 지금은 이루어지지 않고, 오히려 교외의 확장으로 이어졌다. 여러 도시가 인접해 같은 생활권을 형성한 연담도시권(連膽都市圈)에서 사는 대부분 사람들은 자신이 사는 지역에서 일하지 않는다. 이런 지역을 베드타운이라고도 한다.
많은 통근자들은 거의 같은 시간에 함께 이동하는데, 러시아워 시간동안에는 도로와 대중 교통망이 피크 수요에 맞춰 제대로 갖추어지지 않은 곳은 혼잡이 발생하기도 한다. 특히 한국의 수도권의 경우 지하철 2호선, 9호선이 통근 시간대에 매우 혼잡하다.

## 같이 보기
- 도시 계획
- 시내버스
- 통근철도
- 라이트 레일
- 파크 앤드 라이드
- 지하철
- 통학
- 대중교통 지향 개발